# Constantin Maimuca
Constantin N. Maimuca (n. 9 ianuarie 1896, Bitola – d. 10 decembrie 1962, Penitenciarul Gherla) a fost un jurist român care, în perioada interbelică, a îndeplinit funcții de conducere în cadrul Siguranței Statului. Ultimul post ocupat a fost de director-adjunct al Siguranței în perioada Statului Național-Legionar (14 septembrie 1940 - 3 februarie 1941).

## Notă biografică

### Familia
Constantin N. Maimuca s-a născut la 9 ianuarie 1896, în orașul Bitola (Bitolia, în greacă Monastir) din Macedonia. Numele de familie este o formă arhaică a cuvântului maimuță, momâie, sperietoare.(din maimu, în ngr. sau tc.) Orașul avea pe atunci o populație mare de aromâni. Comunitatea aromânilor (Comuna armânească - "Frats Manachia") reprezintă azi 1,3% din populația orașului. Tatăl său, Naum Maimuca, a fost institutor și ulterior, director al Școlii Centrale de băieți din Bitolia.(1881-82) În 1887, tatăl său era profesor de fizică și franceză la Gimnaziul din Bitolia, cu o subvenție anuală de 1710 lei. De asemenea, a condus librăria românească din oraș, iar ulterior a devenit administrator școlar. În luna august 1899, Take Ionescu emite o decizie privitoare la reorganizarea școlilor românești din Peninsula Balcanică. Naum Maimuca este însărcinat cu “înființarea unei tipografii și librării românești în acest oras (Bitolia), poate chiar a unui ziar în limbile română și turcă”. Într-o listă cu membrii corpului didactic din Macedonia, publicată în Monitorul Oficial nr. 099/6 august 1921, Naum Maimuca figurează la poz.9, profesor definitiv în Salonic, având o vechime de 32 ani și 7 luni.
Constantin Maimuca s-a stabilit la începutul secolului al XX-lea în România, urmând studii la Facultatea de Drept din București și Paris. A obținut în anul 1924 titlul de doctor în drept al Universității din Iași. Era poliglot și vorbea șase limbi străine (franceza, germana, italiana, sârba, greaca și bulgara). Din acest motiv, a fost înrolat în perioada Primului Război Mondial ca translator în Armata Franceză. 
După ce războiul a luat sfârșit, a revenit în România și a fost angajat în anul 1919 ca funcționar la Siguranța Statului, fiind mutat în diverse localități și servicii.

### Parcursul ierarhic în Poliție și Siguranță
O parte din parcursul ierarhic al lui Constantin Maimuca, precum și diversele posturi ocupate se poate reconstitui pe baza deciziilor de avansare publicate în Monitorul Oficial din perioada interbelică.
- august 1922 : agent special clasa I, este înaintat  în funcția de subșef de serviciu special de siguranță la Serviciul Special Central de Siguranță (Transilvania) în Direcțiunea Poliției și Siguranței Generale . (M.O. Nr. 113 - Miercuri, 24 august 1922 [8])
- octombrie 1929 : șef de serviciu de siguranță cl. II, este înaintat la gradul de chestor de poliție cl. II la Chestura Poliției orașului Deva. (M.O. Nr. 223 din 6 octombrie 1929.[9])
- 1 decembrie 1931 : înaintat la gradul de inspector de poliție cl. II
- octombrie 1936 : inspector de poliție cl. II la Inspectoratul Regional de Poliție Timișoara, propus pentru a fi înaintat la gradul de inspector de poliție cl. I, începând cu data de 1 iunie 1936, la Inspectoratul Regional de Poliție Cluj, prin decretul regal nr. 2224/9 octombrie 1936. (M.O. Nr. 237 din 10 octombrie 1936 și Nr. 238 din 12 octombrie 1936.[10][11])
- În data de 12 decembrie 1930, odată cu trecerea în retragere din oficiu, prin decizie ministerială, a lui Zinovie Husărescu, inspector regional de poliție, fost șef al Siguranței Generale din Basarabia, presa centrală a început să avanseze diverse ipoteze privind posibilul succesor al acestuia, primul vizat fiind Constantin Maimuca, care putea ocupa acest post doar provizoriu, căci nu avea gradul de inspector general.[12] Cu toate acestea, a fost numit în funcția de șef al Inspectoratului Regional al Siguranței din Basarabia, succedându-i lui Zinovie Husărescu, post pe care l-a ocupat cu intermitențe în perioada 1930 - 1940.
- După anexarea Basarabiei de către URSS, în urma ultimatumului din 28 iunie 1940, Constantin Maimuca a fost numit în iulie 1940 ca funcționar superior la Direcția Generală a Poliției.
- În noiembrie 1940, după abdicarea regelui Carol al II-lea (4 septembrie 1940) și instaurarea Statului Național-Legionar (14 septembrie 1940), Constantin Maimuca a fost numit director-adjunct al Siguranței.  Director general al Siguranței Statului și Polițiilor era prințul Alexandru Ghica (Alexandru Ghyka, 19.. - 1982), comandant legionar. A fost ultima funcție ocupată de Constantin Maimuca în cadrul Poliției și Siguranței.[13] După evenimentele violente din 21-23 ianuarie 1940, cunoscute îndeobște sub numele de Rebeliunea legionară, a fost arestat și demis din funcție. (M.O. anul CIX, din 3 februarie 1941)

### CarteaTehnica și tactica comunistă

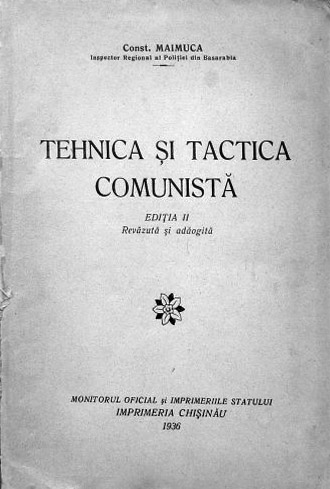
Coperta ediției a II-a a cărții "Tehnica și tactica comunistă".

În 1936, pe când ocupa funcția de șef al Siguranței Generale din Basarabia, la Chișinău, publică cartea "Tehnica și tactica comunistă",  în colaborare cu lt.col. Aurel Panaitescu, al cărui nume nu apare pe coperta cărții, rod al experienței sale în combaterea activității rețelelor sovietice de spionaj și diversiune. Prima ediție a cărții, tipărită pobabil într-un număr redus de exemplare, posibil doar pentru uz intern, este azi o carte extrem de rară. A doua ediție, cu "14 scheme în text", tipărită la  imprimeria din Chișinău a Monitorului Oficial, s-a bucurat de succes, fiind tipărită într-un număr suficient de exemplare pentru ca guvernul comunist instalat la cârma țării după lovitura de stat de la 23 august 1944 s-o interzică printr-un decret. Astfel, printre culegeri de discursuri în Parlament ale lui Ion Zelea Codreanu, tatăl Căpitanului, lucrări de Onisifor Ghibu și Ștefan Ciobanu, tratând problema Basarabiei, devenită deja “noua realitate internațională” cartea lui Constantin Maimuca este trecută și ea pe lista publicațiilor interzise.(MO Anul CXV nr.169 din 26 iulie 1947.) Prin grija prof. Corneliu Crăciun, o nouă ediție a cărții, de doar 100 ex., a fost scoasă  în 2011, cartea fiind lansată la Oradea în 29 martie 2011.
Activitatea sa contra rețelelor de spionaj sovietice din Basarabia a făcut obiectul unei interpelări în parlament, în ședința din marți 14 martie 1933, interpelare adresată de către deputatul și ziaristul Emanoil Socor (1881-1951), ministrului de interne în funcție Armand Călinescu, în legătură cu represiunea sângeroasă a grevei de la atelierele CFR Grivița din 16 februarie 1933. Interpelarea viza și un interviu al lui Constantin Maimuca acordat ziarului parizian "Le Journal", în care acesta afirmase că 1600 de agitatori comuniști fuseseră deja arestați și condamnați în virtutea  legii pentru asigurarea națională. (legea Mârzescu) (M.O., partea a 3-a, nr. 056 din 14 martie 1933.)

### Conflictul cu Mihail Moruzov
Ca și prințul Mihail R. Sturdza, Constantin Maimuca, încă de la debutul activității sale în slujba siguranței statului, a bănuit că Mihail Moruzov este agent al sovieticilor, sau cel puțin că este în slujba acestora, încă din timpul primei conflagrații mondiale, având să afirme mai târziu în Memorii :
„Comandamentul francez a primit pe acea vreme o serie de informații care arătau că Moruzov ar fi fost spion în solda Consulatului țarist rus de la Galați și că, de asemenea, este spion bulgar. Că ar fi existat oarecari legături între el și consulul rus de la Galați reieșea și din unele rapoarte ale Brigăzii de siguranță din acel oraș către Direcția Generală a Poliției, pe care le-am găsit mai târziu în arhive și le-am copiat.”
Funcționar ireproșabil în slujba siguranței statului, Constantin Maimuca avea să sesiseze manevrele ilegale ale lui Mihail Moruzov de a transforma S.S.I., serviciul secret de informații al armatei, într-un serviciu de spionaj în slujba camarilei regale, urmărind ca prin Regulamentul de functionare intrat în vigoare la 20 aprilie1934, să capete puteri sporite, scoțând serviciul de sub tutela M.St.M. :
„Faptul că Moruzov trecuse peste Direcția Generală a Poliției, avizase Palatul și Consiliul de Miniștri, această problemă cu caracter intern era de natură a pune într-o lumină proastă conducerea poliției din acea vreme... reieșea din toată procedura acestuia, că urmărea un dublu scop și anume: a-și consolida situația la Palat, arătându-și devotamentul față de rege, într-o formă excepțională, a pune în umbră D.G.P. și a o acapara încetul cu încetul.”
Iar consecințele nefaste ale activității lui Mihail Moruzov nu au întârziat să apară : pe baza suspiciunilor Palatului că urmărește activitatea Elenei Lupescu, în urma manevrelor lui Moruzov, Eugen Cristescu a fost eliminat de la conducerea Direcției Siguranței, fără a fi totuși destituit, și pus la dispoziția Ministerului de Interne., citat în 
Adversar ireductibil al activităților ilegale ale lui Mihail Moruzov în slujba camarilei regale, în 6 septembrie 1940, după abdicarea lui  Carol al II-lea, Constantin Maimuca se prezintă la gen. Ion Antonescu, împreună cu col. Ștefănescu și col. Stancov, sperând să-l poată aresta pe Moruzov, demersul său rămânând fără rezultat :
„ Pe la orele patru dimineața am plecat de la Presedinție, împreună cu cei doi prieteni colonei. Eram amărâți pentru că aveam impresia că demersul nostru rămăsese fără rezultat. Fostul mareșal nu se trădase cu vreun gest sau vorbă asupra celor ce gândea și intenționa să facă. Când am ajuns în dreptul Telefoanelor, apăreau primele ziare de dimineață. Am cumpărat Universul și mare nu ne-a fost surprinderea când am citit că Moruzov a fost arestat în cursul nopții; era o informație dată de președinție.”

### 6 septembrie 1940 - 23 ianuarie 1941
După abdicarea lui Carol al II-lea, (6 septembrie 1940), Constantin Maimuca este numit director adjunct al Siguranței Statului, superiorul său direct fiind prințul Alexandru Ghica, comandant legionar.
În 10 septembrie 1940, din partea lui Ion Antonescu, conducătorul statului, primește ordinul de a percheziționa sediile S.S.I., pentru a recupera dosare privind activitatea lui Mihail Moruzov.(citat în )
După înlocuirea (sau retragerea) de la conducerea S.S.I., a colonelului în rezervă Ioan Nicolaid, Constantin Maimuca, în calitate de inspector general în siguranță, devine unul din posibilii candidați să preia șefia Serviciului Secret de Informații. Gheorghe Cristescu, fratele lui Eugen Cristescu, tehnician la S.S.I., într-un memoriu întocmit la 28 octombrie 1950, precizează :
„După Moruzov, la Serviciul Secret e numit fostul colonel Nicolaid, care însă neavând rezultate așteptate se retrage ori este înlocuit. (Nu știu precis, deoarece el a spus că s-a retras, iar din altă sursă am auzit că a fost înlocuit). Printre pretendenții la postul de șef al SSI., 3 sunt mai preciși, și anume: Tomescu Ștefan (conspirativ Tomșa), inspector și șef al contraspionajului de la Marele Stat Major – birourile statistice; Constantin Maimuca, inspector general la Siguranță și generalul Seinescu, fost șef al Secției a II-a Informații din Marele Stat Major. Dar este numit un al patrulea si anume Eugen Cristescu, fost șef al Siguranței. Tomșa prinde mare ură pe Eugen și sunt mereu fricțiuni între SSI și Tomșa.”
(citat în )
Dat fiindcă Constantin Maimuca era cel mai îndreptățit să ocupe  acest post, Eugen Cristescu va depune eforturi susținute pentru a compromite activitatea acestuia. Într-un interviu din 1993 (citat în ), col. Traian Borcescu, cel care va prelua șefia S.S.I. după lovitura de stat din 23 august 1944 și arestarea lui Eugen Cristescu, precizează într-un interviu din 1993:
„Arestarea sa, după înăbușirea rebeliunii din ianuarie 1941, s-a datorat în exclusivitate manevrelor lui Eugen Cristescu, care vedea în Maimuca un potențial rival la postul de director general al SSI.”
În multe lucrări privind regimul național-legionar se afirmă că în zilele "Rebeliunii legionare", Constantin Maimuca, împreună cu Alexandru Ghica, s-ar fi baricadat, împreună cu alți legionari înarmați, în sediul Siguranței. Afirmația se regăsește în declarațiile date de către Eugen Cristescu organelor de anchetă, după arestarea sa, la "Procesul Marii Trădări Naționale".(citate în ) Afirmația este puțin plauzibilă, dat fiindcă încă din 6 ianuarie 1941, Ion Antonescu purtase o discuție de 50 min. cu Horia Sima privind înlocuirea lui Alexandru Ghica de la conducerea siguranței, iar cel mai indicat să ocupe acest post era Constantin Maimuca. Lucrarea "Pe marginea prăpastiei", un fel de rechizitoriu al regimului național-legionar, elaborată pe baza rapoartelor lui Eugen Cristescu precizează  că în zilele rebeliunii "Maimuca de la Siguranța Generală [...] adună informații și face legătura cu exteriorul".
Singurul document valabil privind cele imputate lui Constantin Maimuca rămâne decretul nr.161/1 februarie 1941, semnat de Ion Antonescu, prin care Alexandru Ghica și Constantin Maimuca au fost destituiți.(M.O. Nr. 28, anul CIX din 3 februarie 1941.) Cei doi au fost destituiți în baza referatului nr. 3879/1 februarie 1941, întocmit de noul ministru de interne care-l înlocuise pe gen. Constantin Petrovicescu, gen. D.I. Popescu, cei doi fiind arestați și învinuiți că "au pregătit dezordinile din 21, 22 și 23 ianuarie 1941, primejduind astfel în mod grav Siguranța statului".

### Procesul din 4 iunie 1941
Procesul lui Constantin Maimuca a avut loc în 4 iunie 1941 și s-a desfășurat în localul cazărmii Arion din Calea Griviței. Președintele Curții era gen. Nicolae Macici, iar gen. Son participa în calitate de procuror general special. Printre acuzați, foști demnitari în timpul guvernării național-legionare, figurau legionari, dar și nelegionari, printre care și Constantin Maimuca, în total 16 persoane. Lista acuzaților era mult mai lungă, mulți acuzați, printre care și Horia Sima, reușind să se ascundă sau să părăsească țara. Apărarea, coordonată de către Radu Budișteanu a susținut mutarea procesului de la instanța militară în fața unei instanțe civile, afirmând că se judecă de fapt un proces politic. Toți cei 16 au respins categoric acuzația de tentativă de lovitură de stat, demonstrând că pe toată durata celor trei zile de tulburări au fost permanent în contact cu autoritățile statului, cu Mihai Antonescu în special, încercând să aplaneze conflictul dintre Ion Antonescu și Mișcarea Legionară.(citat în ) Verdictul a fost dat în data de 16 iunie 1941. Constantin Maimuca a fost condamnat la 5 ani închisoare corecțională, 1 an interdicție corecțională și 6000 de lei amendă.
Probele administrate în cadrul procesului lui Constantin Maimuca au fost furnizate de S.S.I., așa-zisele "dosare Maimuca", instrumentate din ordinul lui Eugen Cristescu. Practic, era vorba despre dosarele în care se concentrau informațiile curente despre mișcările armatei germane pe teritoriul românesc, în scop preventiv, pentru ca pe baza lor Siguranța să poată lua din timp măsuri de contracarare a unor eventuale sabotaje sau atentate. Eugen Cristescu încerca astfel să acrediteze ideea că legionarii, prin intermediul lui Constantin Maimuca, spionaseră armata germană. În realitate, la proces s-a văzut că directorul adjunct al Siguranței nu a acționat în sprijinul legionarilor și nici nu a contribuit cu ceva la rebeliune,  și că acest proces fusese înscenat de către Eugen Cristescu doar pentru a elimina un posibil concurent la șefia S.S.I. De altfel, mulți dintre inculpați au declarat că în timpul evenimentelor din 21-23 ianuarie 1941, au recunoscut "agenți provocatori ai SSI" infiltrați printre paricipanții la evenimente.(citat în ) În iunie 1943, Eugen Cristescu a intervenit personal pe lângă mareșalul Ion Antonescu pentru ca decretul regal prin care erau grațiați legionarii condamnați la pedepse de până la 5 ani închisoare să nu se aplice în cazul lui Constantin Maimuca, astfel că acesta a rămas întemnițat până la 23 august 1944.

### Procesul din 17 aprilie 1945
După o detenție de 3 ani și 8 luni, Constantin Maimuca a fost eliberat pe baza decretului regal de amnistie generală nr. 1624 din 24 august 1944. Imediat după punerea sa în libertate, Constantin Maimuca a cerut revizuirea procesului și condamnarea lui Eugen Cristescu, pe care l-a acuzat că i-a înscenat procesul prin "fals și abuz de putere". Prin decizia nr. 4 a Curții Marțiale de Casare și Justiție, Maimuca fusese condamnat la 5 ani temniță grea și un an de degradare civică pentru "înaltă trădare". În urma reclamației făcute de Constantin Maimuca, în aprilie 1945, Eugen Cristescu a fost trimis în judecata Curții Marțiale din Capitală. Doctor în drept, Constantin Maimuca a reușit să demonstreze cu probe indubitabile și numeroase documente că el nu a fost niciodată legionar și nici nu putea fi bănuit de simpatie față de ideologia legionară. Dimpotrivă, el desfășurase o bogată activitate în calitate de funcționar public, având numeroase realizări în slujba siguranței statului român. Prin sentința nr. 1 508 din 17 aprilie 1945 a Curții Marțiale a Comandamentului Militar al Capitalei, Secția a XI-a, Eugen Cristescu a fost condamnat la 3 ani închisoare corecțională și 5 000 lei amendă pentru fals în acte publice și abuz de putere. Sentința a fost pronunțată în lipsă, Eugen Cristescu fiind deținut și anchetat în Uniunea Sovietică.
În același interviu din 1993, Traian Borcescu a încercat cumva să justifice acțiunile lui Eugen Cristescu contra lui Constantin Maimuca:
„În astfel de situații, trebuie mers până la capăt. Trebuia sacrificat (Constantin Maimuca –n.a.) – și el a înțeles acest lucru – pentru ipoteza când Horia Sima ar fi fost adus din nou la conducerea Statului.”
Eugen Cristescu va continua și după 23 august 1944 să-l acuze în mod nefondat pe Constantin Maimuca de colaborare cu legionarii, acuzații ce vor cântări greu ulterior în condamnarea acestuia. Bunăoară, în legătură cu asasinatele de la Jilava, insinuează că Maimuca ar fi fost unul din instigatori :
„ (Constantin Maimuca) informează pe legionari despre toate actele de violență săvârșite de Moruzov și Niky Ștefănescu împotriva camarazilor lor și le procură material informativ și documentar în acest sens.”
despre arestările efectuate de siguranță :
„La Siguranța Generală, Ghica, secondat de Maimuca – macedonean având vechi legături cu legionarii – organizează sute de percheziții și ridicări din rândul așa-zișilor „masoni”.”
sau despre evenimentele din 21-23 ianuarie 1941:
„ În timpul rebeliunii, Ghica și Maimuca au activat continuu în favoarea legionarilor și nu au părăsit localul Siguranței Generale decât atunci când au văzut situația pierdută și se temeau să nu intervină armata.”

### Ultimii ani
După amnistia din 24 august 1944, Constantin Maimuca a lucrat ca avocat, înscris în baroul de Ilfov. În data de 18 iulie 1948, a fost arestat într-un lot de 37 de foști polițiști care făcuseră parte din Inspectoratului Regional al Siguranței din Basarabia, fiind incriminată activitatea acestora contra rețelelor comuniste. Prin sentința nr. 85 din 30 martie 1957 a Tribunalului Militar București, a fost condamnat la muncă silnică pe viață. A fost deținut la penitenciarele Jilava, Făgăraș, Târgșor, Aiud, Sibiu și Gherla. Constantin Maimuca a murit în închisoarea Gherla la 10 decembrie 1962, câteva luni înainte de amnistia generală a deținuților politici decretată de guvernul comunist.

## Aspecte controversate
În serialul documentar Memorialul durerii : întuneric și lumină, ep.2, Lucia Hossu-Longin susține, fără a indica nici o sursă a afirmațiilor sale :
„Începând din anul 1949, Nicolschi, ajutat de colonelul Iacob, încă în viață, și de Constantin Maimuca, construiesc bande false care se infiltrează în grupurile de luptă din Vrancea, din Iași, din Banat, din Făgăraș, le câștigă încrederea și la momentul potrivit partizanii sînt dați pe mâna Securității sau direct lichidați.”
 (Lucia Hossu Longin, Memorialul Durerii, episodul Recurs la cazul Motrescu)
Până în prezent, nu a apărut nici o mărturie a vreunui fost deținut politic care să confirme aceste afirmații.
Gherman Pântea, fostul primar al Odessei în timpul ocupației românești a orașului, își amintește în memoriile sale că, aflându-se la Huși, în data de 14 iulie 1941, cu două zile înainte de ocuparea orașului Chișinău, gen. Ciupercă i-ar fi arătat o listă cu 100 de agenți comuniști ce urmează a fi executați imediat ce orașul va fi eliberat. :
„Românii făcuseră liste, iar germanii urmau să-i împuște pe indezirabili. Această listă era alcătuită de directorul de siguranță Maimuca, pe baza informațiilor provenite de la diferiți indivizi suspecți veniți din Chișinău la București ca refugiați. Cînd am auzit acest lucru, m-a pătruns groaza și revolta și am hotărât, cu toate riscurile, să salvez de la măcel oameni absolut nevinovați.”
În lucrarea cu caracter memorialistic "Cal troian intra muros - Memorii legionare", preotul Ion Dumitrescu - Borșa, membru "istoric" al Mișcării Legionare, Comandant al Bunei Vestiri, prima serie, membru al echipei de legionari care a luptat în Războiul civil din Spania, afirmă că în noiembrie 1940, Horia Sima ar fi încercat să-l asasineze prin intermediul lui Constantin Maimuca :
„"În regulă. Eu (Maimuca) am să intru în casă, iar voi după mine. Am să sting lampa. Voi aprindeți lanternele, ochiți-l bine și descărcați toate gloanțele în el. Vedeți să nu dați greș." Atât soacra, cât și socrul auziseră discuția. Au pus mâna - soacra pe satârul de la bucătărie, iar socrul pe o bardă - și au pătruns în casă imediat în urma lor. În momentul când Maimuca a pus mâna să facă lumina lămpii mai mică ca apoi să sufle în ea, soacra a pus mâna pe umărul lui Maimuca, înlăturându-l, și cu satârul ridicat deasupra capului lui, iar socrul cu barda în spatele lui, a țipat la el: "Lasă lampa! Îți crăp capul cu satârul! Pentru ce vreți să omorâți pe popa? Ce, credeți că eu nu am auzit ce ați vorbit afară?"”
Cartea preotului Ion Dumitrescu - Borșa, unul din cei mai îndârjiți critici ai lui Horia Sima, a apărut în 2002, la ed. Lucman, dată la care majoritatea conducătorilor Mișcării Legionare, inclusiv Horia Sima erau decedați de aproape un deceniu, astfel încât nimeni nu a mai putut confirma, în mod independent, afirmația sa.

## Constantin Maimuca în memorialistică
Într-o lucrare memorialistică recent publicată, Ion Halmaghi, deținut politic cincisprezece ani la Jilava si Aiud (1949-1964), emigrat ulterior în Statele Unite, profesor de civilizație românească și bibliograf al Universității din Pittsburgh, își amintește de Constantin Maimuca :
„Printre cei ce ne-au cam pus gheață pe căldura nădejdilor noastre a fost un om de adânca omenie și pricepere politică. Acesta era Constantin Maimuca, care era polițist de carieră, originar din Macedonia, a copilărit în Grecia și venind în România pentru studii de drept s-a consacrat profesiunii de polițist. S-a specializat în școlile tehnice din Franța și Germania și astfel devenise cel mai bun tehnician al poliției de siguranță. Fără nici o afiliere de partid, a lucrat în serviciul Siguranței românești, sub toate regimurile de partid și a promovat până la gradul de inspector regional de Siguranță, în regionala Muntenia. În această poziție a fost chemat de camarila Regelui Carol II și apoi de Regele însuși pentru instrucțiuni speciale în vederea reprimării oricaror opoziții politice, în perioada din 1938, când se instaurase dictatura regală. Maimuca nu a acceptat ordinele regale de a lucra împotriva tuturor partidelor politice, dar în special a Mișcării Legionare. Nu numai ca s-a opus Regelui Carol II care dirija personal acțiunea de lichidare a partidelor românești, dar a încercat să arate atât ilegalitatea acestei acțiuni, cât și futilitatea ei. El susținea ca Siguranța statului trebuie organizată pe temeiuri preventive, de culegere a informațiilor asupra oricaror mișcări și activități ce ar putea amenința statul, ci nu pe fundamente operative, de arestare și anulare a oricărui adversar, pe simple date furnizate de agenții informatori. Maimuca era dispus să ajute pe rege și guvernul român în restructurarea Siguranței statului, pentru a dispune de mijloacele cele mai moderne, ale tehnicii de informații, cu un caracter preventiv. Nu era deloc dispus să devină instrumentul camarilei carliste, angajată în tot felul de ilegalități, imoralități și acțiuni politice dubioase, care duceau la asasinate morale și fizice. El era convins că Moruzov, Eugen Cristescu, Niki Stefanescu etc., factorii de conducere a Siguranței românești, nu erau decât niște aventurieri de ordinul comun al criminalilor, fără o concepție morală și legală de conducere a unor treburi grave și importante de stat. Din cauza acestei atitudini curajoase, dar legitime, Regele Carol II l-a trecut pe linie secundară în Siguranța Generală. Evenimentele din toamna lui 1940 l-au adus la suprafață și în guvernarea legionară Maimuca a ajuns secretar general al Siguranței, al cărei director general devenise Alexandru Ghica (Ghyka). În acest post important și sensibil, într-o perioadă de serioasă criză politică, care domina societatea și statul român, Maimuca a reușit să-și cristalizeze planurile sale de organizare tehnică, în sensul vederilor sale de specialist. A lucrat de comun acord cu Ghica la schimbarea radicală a sistemului de Siguranță românească. N-a fost deloc implicat în acțiuni politice de partid, ci a stabilit condiții noi, moderne, legale de obținerea informațiilor ce priveau securitatea statului, și n-a operat decât atunci când această securitate era amenințată realmente prin comploturi sau acțiuni de spionaj. Problemele interne ale României, în epoca din 1940, erau extrem de complicate, cu tendințe, forțe, formațiuni și presiuni politice ce se contraziceau și se confruntau în diferite forme, și la care se adăugau serioase presiuni externe politice, militare și economice, în cadrul unor confruntări de anvergură europeană. În fața acestora, Maimuca, cu calmul și seriozitatea lui, nu s-a abătut deloc de la linia sa de conduită și cu sprijinul moral și legal al lui Ghica, a reușit să reorganizeze complet Siguranța statului, fără interferențe de partid, care i-ar fi diminuat sau chiar anulat caracterul specific pe care trebuia să-l aibă sub autoritatea oricărui guvern român. În poziția lui de secretar general al Siguranței, Maimuca intrase în posesia unor documente materiale prin care se dovedeau cu evidență jocurile de dublă agentură politică pe care le facuseră celebrii aventurieri ai camarilei regale, jocuri care erau în defavoarea intereselor majore ale statului român. În acțiunile lor camuflate acești aventurieri înșelau pe rege, înșelau guvernul și înșelau buna credință a poporului român, fără excepție și în toate împrejurarile. Ei erau simple inele ale unor înlănțuite operațiuni de spionaj și contraspionaj internațional, în desfășurarea cărora serviciile pe care le făceau statului român erau limitate și nesemnificative. Așa erau Niki Stefanescu, Eugen Cristescu și Moruzov. Arestarea lui Maimuca nu era legată de vreo ilegalitate, crimă sau imoralitate, ci de însăși poziția lui și, mai cu seamă, de teama comuniștilor de a scăpa din mâini un om care le-ar fi putut servi interesele cu bogata lui experiență și cu mulțimea de informații de care dispunea acesta. Numai că Maimuca nu era Eugen Cristescu. El n-a putut fi câștigat de seducțiile comuniste sub nici o formă. Ținuta sa era impresionantă și ireproșabilă, în toate împrejurările detenției sale, față de deținuți și față de autoritățile Securității. Omul acesta care cunoștea atâtea din tainele politicii românești și care cunoștea mai bine decât oricine tehnicile și tactica de luptă comuniste (inclusiv cele sovietice), nu vedea nici o scăpare de sub dictatura comunistă în condițiile de atunci ale politicii internaționale. Era realist și încerca sa tempereze iluziile, în special ale celor mai în vârstă dintre oamenii politici.”
Publicistul și istoricul Mihai Pelin(1940-2007), menționează pe blogul personal :
„La Târgșor, erau și vor fi internați polițiști din toate categoriile: inspectori generali, chestori, șefi de poliție, ofițeri de poliție, agenți și simpli gardieni. Unele structuri regionale fuseseră integral lichidate, prin arestarea tuturor funcționarilor din compunerea lor. șefii inspectoratelor din Alba Iulia, Sibiu și Iași, Gavrilă Păușan, Septimiu Codreanu și, respectiv, Tony Dumitrescu, înfundaseră pușcăria împreună cu toți subalternii lor. în această masă devenită amorfă de funcții și grade exista și un veteran: Constantin Maimuca, fost inspector general și șef al Siguranței din Basarabia, înainte de declanșarea războiului. Bănuit pe nedrept că ar fi fost legionar, acesta se târa din pușcărie în pușcărie încă din primăvara lui 1941, odată cu înfrângerea rebeliunii. După 23 august 1944, fusese eliberat și trântit din nou în detenție, nu pentru că ar fi fost legionar, ci pentru ravagiile produse cândva în rețelele sovietice de spionaj dintre Nistru și Prut. îi scrisese lui Iuliu Maniu din pușcărie, să-i întindă o mână de ajutor, însă magul de la Bădăcin nu a binevoit să-i răspundă, deși primise scrisoarea. Constantin Maimuca a murit târziu, la 10 decembrie 1962, în penitenciarul Gherla. ”
Grigore Caraza, fost deținut politic, pomenește și el de Constantin Maimuca într-o lucrare în care evocă supliciile îndurate în temnița Aiudului :
„ "...în toamna lui 1962, Zarca a fost populată cu circa 250-260 deținuți care au refuzat reeducarea. Cele 60 de celule din cele două nivele erau pline. Supliciile la care am fost supuși au subțiat treptat, treptat rândurile, oamenii capitulând și trecând de partea reeducaților, al căror număr creștea zi de zi. [...] Aiud - tabel cu deținuții prezenți după 1956 în închisoare [...] ...Maimuca Constantin, ofițer de poliție...”

## Constantin Maimuca  cinematografie
Un personaj similar lui Constantin Maimuca apare în filmul  lui Sergiu Nicolaescu Revanșa (1978). Personajul se numește Grigore Maimuca și este interpretat de Colea Răutu. Acțiunea filmului se petrece în perioada evenimentelor violente din 21-23 ianuarie 1941, cunoscute îndeobște sub denumirea de "rebeliune legionară". Împreună cu directorul general al Siguranței, prințul Alexandru Ghica (Ghyka), și cu Kurt Geissler, șeful Gestapo-ului din România, comisarul Grigore Maimuca, complotează pentru înlăturarea de la putere a gen. Ion Antonescu. Filmul abundă în falsuri istorice Unii critici de film consideră filmele istorice ale lui Sergiu Nicolaescu kitsch-uri.
„Tabloul de gen este de un kitsch enorm– ca de altfel tot ce atinge Nicolaescu.”
Același personaj, Grigore Maimuca, interpretat de același Colea Răutu, apare și în filmul Duelul (1981), de această dată, om politic apropiat de Mișcarea Legionară. Pe lângă falsul istoric, schimbarea prenumelui din Constantin în Grigore a generat confuzii privind numele real al acestuia.

## Cărți publicate
- Tehnica și tactica comunistă, Monitorul Oficial și ImprimeriileStatului, Imprimeria Chișinău, 1936.